# Malagón
Malagón este un oraș din Spania, situat în provincia Ciudad Real din comunitatea autonomă Castilia-La Mancha. Are o populație de 8.021 de locuitori.
1. ↑  Nomenclátor Geográfico de Municipios y Entidades de Población (20240402 edition)